# Diocèse d'Añatuya
Le diocèse d'Añatuya (en latin : Dioecesis Anatuyanensis ; en espagnol : Diócesis de Añatuya) est un diocèse de l'Église catholique en Argentine, suffragant de l'archidiocèse de Tucumán.

## Territoire
Il comprend six départements de la province de Santiago del Estero : Alberdi, Belgrano, Copo, General Taboada, Juan Felipe Ibarra, Moreno ainsi que la zone à l'est du Río Salado dans le département de Figueroa.
Il possède un territoire d'une superficie de 68 000 km2 divisé en 24 paroisses. Le siège épiscopal est dans la ville d'Añatuya où se trouve la cathédrale Notre-Dame-de-la-Vallée.

## Historique
Le diocèse est érigé le 10 avril 1961 par la constitution apostolique In Argentina du pape Jean XXIII en prenant une partie du territoire du diocèse de Santiago del Estero.
Par la lettre apostolique Quam mirum du 9 novembre 1962, Jean XXIII décrète que la Vierge Marie vénérée sous le vocable de Notre-Dame de la Vallée est la patronne principale du diocèse avec saint Joseph et saint François Solano comme patrons secondaires.

## Évêques
- Jorge Gottau, C.Ss.R (12 juin 1961 - 21 décembre 1992)
- Antonio Juan Baseotto, C.Ss.R (21 décembre 1992 - 8 novembre 2002), nommé à l'ordinariat militaire d'Argentine
- Adolfo Armando Uriona, F.D.P (4 mars 2004 - 4 novembre 2014), nommé évêque de Río Cuarto
- José Melitón Chávez (17 octobre 2015 - 16 octobre 2019), nommé évêque coadjuteur de Concepción
- José Luis Corral, S.V.D, depuis le 16 octobre 2019